# Croton carandaitensis
Espèce
Croton carandaitensis est une espèce de plantes à fleurs du genre Croton et de la famille des Euphorbiaceae, présente de la Bolivie au Paraguay.